# Паэа, Эдмонд
Эдди Паэа (англ. Eddie Paea; род. 8 февраля 1988 года, Сидней) — австралийско-тонганский профессиональный регбист, играющий на позиции пятнадцатого номера за российскую команду «Красный Яр».

## Биография
Дебютировал в Национальной регбийной лиге (лига регбилиг) за «Саут Сидней Рэббитоуз» в 2006 году. В 2008 году, перед чемпионатом мира по регбилиг, был в учебных лагерях сборных по регбилиг Новой Зеландии и Тонга. В итоге поехал на турнир в составе сборной Тонга. На том чемпионате занес свою первую попытку в матче против Шотландии.
В дальнейшем выступал за команду «Норт Сидней Бэрс», в составе которой набрал 218 очков за 42 проведенные игры.
В 2015 году перешел в российский клуб «Красный Яр». В 2015 году стал чемпионом России.

## Достижения
- Чемпион России — 2015
- Обладатель Кубка России — 2015